# Boncourt-sur-Meuse
Boncourt-sur-Meuse är en kommun i departementet Meuse i regionen Grand Est (tidigare regionen Lorraine) i nordöstra Frankrike. Kommunen ligger i kantonen Commercy som tillhör arrondissementet Commercy. År 2022 hade Boncourt-sur-Meuse 319 invånare.

## Befolkningsutveckling
Antalet invånare i kommunen Boncourt-sur-Meuse
| Referens: INSEE |